# Роткирх, Василий Алексеевич
Барон Васи́лий Алексе́евич фон-Ро́ткирх (19 ноября (1 декабря) 1819 — 10 (22) ноября 1891, Вильна) — жандармский офицер, генерал-лейтенант, публицист, писатель (псевдоним — Теобальд). Жена - Каролина Лютке.

## Биография
Принадлежал к древнему рыцарскому роду, корни которого теряются в Силезии XII века. Родной брат деда  В. А. фон Роткирха — Адам Карлович (Адольф Рейнгольд) фон Роткирх был женат на  Софии Абрамовне Ганнибал, таким образом Василий Алексеевич фон Роткирх приходится троюродным братом А.С.Пушкину.
Учился в Киеве, окончил Могилёвскую гимназию. В 1837 году поступил юнкером в армию и служил в западных губерниях Российской империи. Двенадцать лет Роткирх служил в крепости Динабург (Даугавпилс; 1847—1859). С 1861 году был вице-директором Особой канцелярии по делам военного положения в Варшаве и играл важную роль в подавлении восстания 1863 года. Во время восстания готовил, в частности, корреспонденции, публиковавшиеся без подписи в газетах «Московские ведомости» М. Н. Каткова, «Русский инвалид», «Варшавский дневник».
8 октября 1863 года в воздаяние отлично-усердной и ревностной службы майор Василий фон Роткирх, состоящий в особой Канцелярии Наместника в Царстве Польском по дела военного положения и числящийся при военной пехоте, был пожалован кавалером Ордена Святого Станислава 2-й степени.
В декабре 1863 года на него было совершено покушение.
В 1864 года был назначен дежурным штабс-офицером управления III округа корпуса жандармов в Варшаве, затем занимал высокие жандармские должности в Одессе, Могилёве, Минске.
С 1882 года служил начальником Виленского жандармского управления. Живя в Вильне, начал писать для столичных и местных журналов и газет воспоминания и рассказы, исторические и краеведческие очерки. Одновременно углубился в изучение литовской мифологии.
Генерал-майор (1885), генерал-лейтенант (1890).

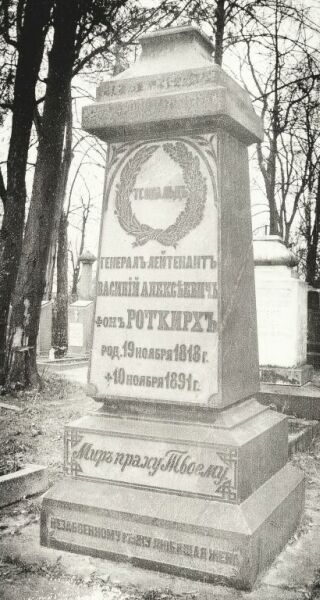
Надгробный памятник на Евфросиниевском кладбище

Похоронен на Евфросиниевском кладбище в Вильне.

## Литературная деятельность
Дебютировал в печати, анонимно издав в Варшаве сборник «Страшный гость. Литовская поэма, взятая из народных поверий» (1844). Его составили перевод IV части драматической поэмы Адама Мицкевича «Дзяды» (первый перевод из драматической поэмы запрещённого в России автора и поэтому в книге не указанного), собственные стихотворения, переводы и перепевы польских поэтов Игнация Красицкого и Юзефа Игнация Крашевского.

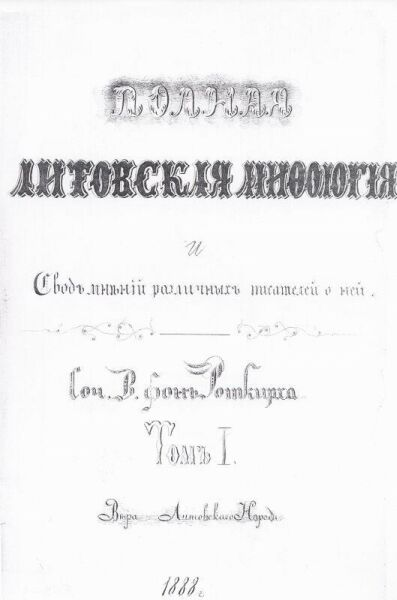
«Полная литовская мифология…»

Для созданного в Динабурге русскими офицерами театра сочинял пьесы, переделки романа А. Дюма «Граф Монте-Кристо», повестей А. А. Бестужева-Марлинского. Его первый опыт в прозе «Записки о Друскениках» (1854) не разрешила цензура.
В виленский период под псевдонимом Теобальд публиковал в журналах «Русский архив» и «Русская старина», в газете «Виленский вестник», ежегодном «Виленском календаре», также отдельными брошюрами мемуарные очерки и рассказы. Литография Московской театральной библиотеки выпустила его драматические произведения. Автор статей и заметок на общественно-политические темы, беллетризованных воспоминаний и очерков по литовской мифологии, переводов фрагментов поэмы Ю. И. Крашевского «Витольдовы битвы» (1885—1886) и баллады «Ночной ездок. Литовская баллада» А. Ходзько.
Своим патриотическим долгом считал создание труда по литовской мифологии, который был бы ответом русской науки на многочисленные польские труды в этой области. Однако рукопись «Полная литовская мифология и свод мнений различных писателей о ней» в семьсот с лишним страниц не была издана. Статьи по литовской мифологии публиковал в «Виленском вестнике». Они написаны с опорой на сочинения главным образом Теодора Нарбутта, но также других историков, этнографов, фольклористов (Л. А. Юцевич, Э. Вольтер, А. Мержинский, М. Балинский, Ю. Ярошевич, Ю. И. Крашевский, С. Даукантас и многие другие). Опубликованные в «Виленском вестнике» компилятивные очерки литовской мифологии вошли в книгу «Литовско-языческие очерки» (Вильна, 1890).
В пяти книгах под общим названием «Воспоминания Теобальда» издал в Вильне (1890) свои рассказы, воспоминания, переводы.

## Произведения
- Теобальд. Друскеники и их окрестности // Виленский календарь на 1888 (високосный) год, Вильна: типография А. Г. Сыркина, 1887, с. 207—221.
- Теобальд. Драматические сочинения, Москва: Литография Московской театральной библиотеки Е. Н. Рассохиной, 1887
- Воспоминания Теобальда, ч. 1: Воспоминания из путешествий. Вильна: типография М. Р. Ромма, 1890

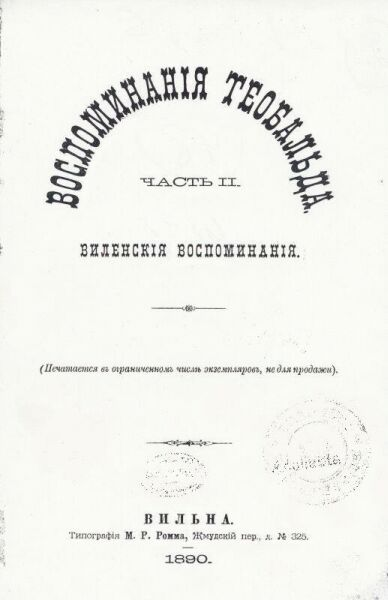
«Воспоминания Теобальда»

- Воспоминания Теобальда, ч. 2: Виленские воспоминания. Вильна: типография М. Р. Ромма, 1890
- Воспоминания Теобальда, ч. 3: Динабургские воспоминания. Вильна: типография А. Г. Сыркина, 1890
- Воспоминания Теобальда, ч. 4: Варшавские воспоминания. Типография п. ф. О. Завадзкого, 1890
- Воспоминания Теобальда, ч. 5: Воспоминания общие. Беллетристика. Вильна: типография М. Р. Ромма, 1890

## Награды
- Орден Святого Владимира 3-й и 4-й степени с бантом
- Орден Святой Анны 2-й и 3-й степени
- Орден Святого Станислава 1-й, 2-й, 3-й степеней и 2-й степени с императорской короной,
- прусский орден Короны 2-й степени,
- австрийский Орден Франца Иосифа, командорский крест,
- черногорский Орден Князя Даниила I (1867)
- медали за труд по устройству крестьян в Царстве Польском, за усмирение польского мятежа 1863—1864 гг.